# Hölle von Rockenberg
Hölle von Rockenberg este o arie protejată (arie specială de conservare — SAC, sit de importanță comunitară — SCI) din Germania întinsă pe o suprafață de 10,36 ha, integral pe uscat.

## Localizare
Centrul sitului Hölle von Rockenberg este situat la coordonatele 50°26′18″N 8°44′09″E / 50.4383°N 8.7358°E.

## Înființare
Situl Hölle von Rockenberg a fost declarat sit de importanță comunitară în iulie 2001 pentru a proteja 4 specii de animale. Situl a fost protejat și ca arie specială de conservare în martie 2008.

## Biodiversitate
Situată în ecoregiunea continentală, aria protejată conține 5 habitate naturale: Lacuri eutrofice naturale cu vegetație de tip Magnopotamion sau Hydrocharition, Pajiști uscate europene, Pajiști uscate seminaturale și facies de acoperire cu tufișuri pe substraturi calcaroase (Festuco-Brometalia) (* situri importante pentru orhidee), Fânețe de joasă altitudine (Alopecurus pratensis, Sanguisorba officinalis), Pante stâncoase silicioase cu vegetație casmofită.
La baza desemnării sitului se află mai multe specii protejate:
- păsări (3): sfrâncioc roșiatic (Lanius collurio), gaia roșie (Milvus milvus), silvie de câmp (Sylvia communis)
- reptile (1): țestoasa de baltă (Emys orbicularis)

Pe lângă speciile protejate, pe teritoriul sitului au mai fost identificate 5 specii de plante, 1 specie de păsări, 2 specii de amfibieni, 1 specie de reptile.